# ヒエ塚古墳
ヒエ塚古墳（ひえづかこふん）は、奈良県天理市萱生町（かようちょう）にある古墳。形状は前方後円墳。オオヤマト古墳群（うち大和古墳群萱生支群）を構成する古墳の1つ。史跡指定はされていない。

## 概要

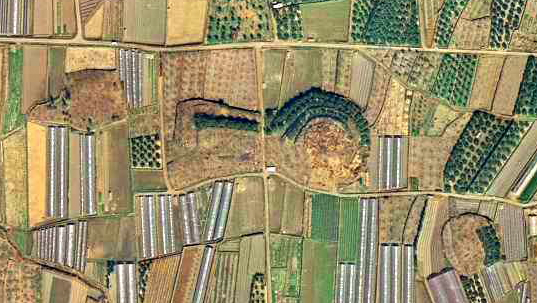
ヒエ塚古墳の空中写真。右にクラ塚古墳、左にノムギ古墳が隣接。。

奈良盆地東縁部、龍王山から延びる尾根上に築造された大型前方後円墳である。大和古墳群の大型古墳としては最北に位置し、西側にはノムギ古墳がある。現在は墳丘中央を横断して里道が形成されているほか、数次の発掘調査が実施されている。
墳形は前方部が「バチ形」に開く前方後円形で、前方部を西方向に向ける。墳丘長は約127メートルを測る。墳丘外表では葺石が認められるが、埴輪は認められていない。墳丘周囲には周濠が巡らされるほか、外堤の存在可能性も指摘される。
築造時期は、古墳時代前期前半の3世紀後半-4世紀前半頃と推定される。一帯の大和古墳群は初期ヤマト王権の王墓群として知られ、本古墳もその様相から王権と関わりの深い有力者の墓と想定される。

## 遺跡歴
- 1977年（昭和52年）、測量調査（奈良県立橿原考古学研究所）[1]。
- 2002年度（平成14年度）、古墳北側の道路工事に伴う発掘調査：第1次調査（奈良県立橿原考古学研究所）[3][1]。
- 2013年度（平成25年度）、範囲確認の発掘調査：第2次調査（天理市教育委員会、2015年に報告）[3][1]。
- 2016年度（平成28年度）、発掘調査：第3次調査（天理市教育委員会、2018年に報告）[1]。
- 2017年度（平成29年度）、航空レーザー測量調査（天理市教育委員会、2019年に報告）[5]。
- 2018年度（平成30年度）、発掘調査・地中レーダー探査：第4次調査（天理市教育委員会・天理大学、2020年に報告）[5]。
- 2019年度（令和元年度）、発掘調査・地中レーダー探査：第5次調査（天理市教育委員会・天理大学、2021年に報告）[6]。
- 2020年度（令和2年度）、発掘調査：第6次調査（天理市教育委員会、2022年に報告）[7]。

## 関連文献
（記事執筆に使用していない関連文献）
- 「ヒエ塚古墳」『磯城・磐余地域の前方後円墳』奈良県立橿原考古学研究所〈奈良県史跡名勝天然記念物調査報告第42冊〉、1981年。
- 「ヒエ塚古墳外堤」『奈良県遺跡調査概報』 2002年度第1分冊、奈良県立橿原考古学研究所、2003年。
- 「ヒエ塚古墳・ノムギ古墳」『奈良県遺跡調査概報』 2003年度第1分冊、奈良県立橿原考古学研究所、2004年。
- 「ヒエ塚古墳外堤」『マバカ古墳周辺の調査』奈良県立橿原考古学研究所〈奈良県立橿原考古学研究所調査報告第99冊〉、2007年。
- 「ヒエ塚古墳（第2次）」『天理市文化財調査年報』 平成25年度、天理市教育委員会、2015年。
- 「ヒエ塚古墳（第3次）」『天理市文化財調査年報』 平成28年度、天理市教育委員会、2018年。
- 「ヒエ塚古墳航空レーザ測量調査」『天理市文化財調査年報』 平成29年度、天理市教育委員会、2018年。
- 「ヒエ塚古墳（第4次）」『天理市文化財調査年報』 平成30年度、天理市教育委員会、2020年。
- 「ヒエ塚古墳（第5次）」『天理市文化財調査年報』 令和元年度、天理市教育委員会、2021年。
- 「ヒエ塚古墳（第6次）」『天理市文化財調査年報』 令和2年度、天理市教育委員会、2022年。